# 1367 w polityce
Wydarzenia polityczne w 1367 roku.
- 24 maja - wyprawa dowodzona przez Amadeusza VI Sabaudzkiego zdobywa turecką twierdzę Caloneyro[1].
- 9 czerwca - hrabia Amadeusz VI Sabaudzki przekazuje zdobyte od Turków Galipoli Cesarstwu Bizantyńskiemu[1].

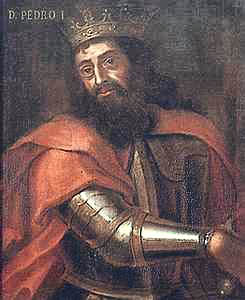
Piotr I Sprawiedliwy

## Urodzili się
- 6 stycznia – król Ryszard II (zm. 1400)[2]
- 3 kwietnia – król Henryk IV Lancaster (zm. 1413)[3]

## Zmarli
- 18 stycznia – Piotr I Sprawiedliwy, król Portugalii (ur. 1320)[4]